# 金沢市立小立野小学校
金沢市立小立野小学校（かなざわしりつ こだつのしょうがっこう、英語: Kanazawa Municipal Kodatsuno Elementary School）は、石川県金沢市小立野4丁目に所在する公立小学校。

## 沿革
《主要な出典：》
- 1871年1月（明治3年12月）[注釈 1] - 金沢藩立小立野小学所[注釈 2]開校[5][7]。
- 1872年9月（明治5年8月） - 石川県区学校規則の発布により、第十区学校となる。
- 1873年（明治6年）3月 - 百々女木（）小学校と改称。
- 1892年（明治25年）4月1日 - 石引町尋常小学校となる。
- 1908年（明治41年）4月1日 - 小学校令の改正により、義務教育期間が6年となる。
- 1941年（昭和16年）4月1日 - 国民学校令施行に伴い、金沢市立石引町国民学校と改称。
- 1947年（昭和22年）4月1日 - 学制改革により、金沢市立石引町小学校と改称。
- 1952年（昭和27年） - 旧藩主前田家より天徳院前田家墓地跡[8]を校地として寄贈され、石引・崎浦新築期成会を結成。
- 1953年（昭和28年）1月 - 建設着工[8]。
- 1959年（昭和34年）4月1日 - 石引町小学校[注釈 3]・崎浦小学校[注釈 4]を合併。金沢市立小立野小学校創立。石引町小学校東分校（所在地：金沢市上鶴間町50の1番地[12]）を本校校舎として使用し、石引町小学校旧校舎は小立野小学校石引分校となる[13]。
- 1960年（昭和35年） - 校歌・校旗・校章を制定。
- 1962年（昭和37年）3月31日 - 小立野小学校石引分校を廃止[14]。
- 1963年（昭和38年）11月15日 - 金沢市小立野新町50番地[15]（現在地）において新校舎落成式挙行[8]。11月15日を創立記念日とする。
- 1964年（昭和39年）4月1日 - 住居表示の実施に伴い、所在地の表記が金沢市小立野4丁目7番7号となる。
- 1969年（昭和44年） - 創立10周年記念式挙行。
- 1972年（昭和47年）4月1日 - 金沢市立南小立野小学校分離。
- 1973年（昭和48年）5月 - 南部地区へき地複式教育センター併設[16]。
- 1974年（昭和49年） - 校内テレビ放送開始、小立野共同調理場併設。
- 1976年（昭和51年） - 金沢市教育委員会研究校として公開研究会開く（以後、継続的に開く）。
- 1979年（昭和54年） - 創立20周年記念式挙行。
- 1982年（昭和57年） -  こだつの学級（情緒障害児学級）開級。
- 1989年（平成元年） - 創立30周年記念式挙行。
- 1997年（平成09年）4月1日 - 金沢大学附属病院内に病院内学級を設置（紫錦台中学校との設置）。
- 1998年（平成10年） - 金沢市教委研究助成校として成果発表。
- 1999年（平成11年） - 創立40周年集会 ミニ演奏会を開く。
- 2000年（平成12年） - 肢体不自由学級を設置。
- 2001年（平成13年） - 知的障害学級を設置。
- 2002年（平成14年） - 学習評価モデル校として研究実践。
- 2003年（平成15年） - 学校提案型実践推進校指定を受ける。
- 2004年（平成16年） - 金沢市21世紀型新しい学校づくり推進校指定を受ける（2か年度）。
- 2011年（平成23年）6月30日[17] - 校舎改築第1期工事部分（中高学年棟・交流棟・体育館）竣工。
- 2012年（平成24年）3月23日[17] - 校舎改築第2期工事部分（低学年棟）竣工。
- 2013年（平成25年）3月 - 校舎改築第3期工事部分（運動場等外構）竣工。

## 服装
- 標準服の着用が義務付けられている。[要出典]

## 主な出身者
- 島畑奈緒子（バレーボール選手：PFUブルーキャッツ）